# Berezów (Suchedniów)
Berezów – dzielnica  miasta Suchedniowa w woj. świętokrzyskim, w powiecie skarżyskim. Dawniej samodzielna wieś i ośrodek przemysłowy od XVII wieku. Obecnie zakłady przemysłu ceramicznego „Marywil” przy ulicy Sportowej. Dzielnica jest punktem początkowym  niebieskiego szlaku turystycznego prowadzącego do Suchedniowa, przez rezerwat przyrody Kamień Michniowski.
W Berezowie znajduje się przystanek PKP na trasie Kielce–Skarżysko-Kamienna, w miejscu gdzie ma swój początek niebieski szlak turystyczny.

## Historia
Berezów w latach 1867–1954 należał do gminy Suchedniów w powiecie kieleckim w guberni kieleckiej. W II RP przynależał do woj. kieleckiego, gdzie 2 listopada 1933 wraz z wsią Jędrów utworzył gromadę o nazwie Berezów w gminie Suchedniów.
Podczas II wojny światowej włączony do Generalnego Gubernatorstwa, nadal jako gromada w gminie Suchedniów, licząca 713 mieszkańców.
Po wojnie w województwa kieleckim, jako jedna z 20 gromad gminy Suchedniów W Berezowie mieściła się po wojnie siedziba gminy Suchedniów.
W związku z reformą znoszącą gminy jesienią 1954 roku, Berezów włączono do nowo utworzonej gromady Suchedniów
1 stycznia 1956 gromadę Suchedniów zniesiono w związku z nadaniem jej statusu osiedla, przez co Berezów stał się integralną częścią Suchedniowa. 18 lipca 1962 osiedlu Suchedniów nadano status miasta, przez co Berezów stał się obszarem miejskim.

## Zabytki
- Młyn z XIX wieku oraz zachowana grobla i zarys dawnego stawu. W okresie międzywojennym młyn był własnością Herlingów-Grudzińskich. To właśnie tu wychował się Gustaw Herling-Grudziński. Obok młyna obelisk i tablica pamiątkowa poświęcona pisarzowi.

- Drewniany dworek z XIX wieku tzw. kałamarzyk. Kryty gontem, z dwuspadowym dachem.

Warto także zobaczyć halę sportową i stadion MKS Orlicz Suchedniów.